# U.S. Highway 275
Der U.S. Highway 275 ist ein in Nord-Süd verlaufender United States Highway in den US-Bundesstaaten Nebraska, Iowa und Missouri. Der Highway wurde im Jahr 1931 eröffnet.
Der Highway beginnt am U.S. Highway 136 in Rock Port, Missouri und endet am U.S. Highway 281 und am U.S. Highway 20 in O’Neill, Nebraska.